# Código Civil del Perú
El Código Civil del Perú es el cuerpo legal que reúne las bases del ordenamiento jurídico en materia civil en el Perú. Su actual disposición fue promulgada el 24 de julio de 1984 y entró en vigencia el 14 de noviembre de ese mismo año. Inicialmente el código reconoció los derechos de las personas desde su concepción, hasta que se estableció en su primer artículo que la persona obtiene sus derechos desde su nacimiento; caso que consiguió revertirse al primero en 2023.

## Antecedentes

### Inicios
La codificación comienza con el gobierno de Simón Bolívar, cuando en 1825 nombra una Comisión encargada de elaborar los códigos Civil y Criminal presidida por Manuel Lorenzo de Vidaurre. Posteriormente, por medio de un decreto del 22 de octubre de 1831, el presidente Agustín Gamarra dispuso el establecimiento de una Comisión Codificadora General para que se encargue de elaborar el Código Civil. La Constitución Política de 1834 estableció, en una de sus disposiciones transitorias, que anualmente la Corte Suprema en la apertura de sesión  debía  presentar al  Congreso  los  proyectos  de códigos  de  la  legislación  nacional,  empezando por el  Civil.  El  Presidente de  la Corte Suprema Manuel  Lorenzo  de  Vidaurre  asumió  la  redacción  del Código Civil y entre agosto de  1834 y 1836 presentó su proyecto con una exposición de  motivos,  pero  no  fue  tomado en cuenta.
En 1836 los departamentos de Arequipa, Ayacucho, Cusco y Puno se constituyeron en un Estado libre e independiente bajo la denominación  de  Estado Sud-Peruano  y  por decreto  del  22  de  junio  de  1836 adoptaron el  Código Civil boliviano, el  cual ya se  encontraba vigente desde  1830  y  era  copia  fiel  del  Código  Civil francés  de  1804.  Poco después,  el  11  de agosto  de  1836 se erigieron en el Estado Nor-Peruano los departamentos de Lima,  Libertad, Junín y Amazonas.  Más tarde,  el  28  de  octubre,  el  Mariscal Andrés de Santa Cruz estableció la Confederación Perú-Boliviana,  conformada por los  estados  Nor-Peruano y Sur-Peruano, junto con Bolivia. Mediante decreto del  1 de noviembre de 1836 dispuso la aplicación de los Códigos  bolivianos,  con ligeras  modificaciones para el Estado Nor-peruano. Ambos Códigos (Sur-Peruano y Nor-Peruano), tuvieron  una vida efímera,  pues  en  1838  el  Presidente  Orbegoso  los  derogó totalmente.
Ante  la  ausencia  de  norma  civil  vigente,  nuevamente  se  aplicó  la legislación española, alejada de la realidad sudamericana. En  1845  el  Presidente  Ramón  Castilla  nombró  una nueva  Comisión Codificadora.

### Proyecto de 1847
Este proyecto es el inmediatamente anterior al Código de 1852. Se observa que exhibe mayores lazos con el derecho hispano que el propio Código de 1852.
Se dividió en un título preliminar y tres libros, siendo estos:
- "De las personas y de los derechos que como tales tienen";
- "De las cosas, del modo de adquirirlas, y de los derechos que las personas tienen sobre ellas";
- "De los derechos que unas personas tienen sobre otras, o de las obligaciones que nacen de los contratos o cuasi-contratos".

### Código Civil de 1852
En junio de 1851 se nombra Comisión Codificadora presidida por Andrés Martínez. Esta comisión trabajó sobre el proyecto de 1847-1848 y el 29 de diciembre de 1851 se promulgan el Código Civil y el de Enjuiciamientos Civiles, entrando en vigencia el 29 de julio de 1852. Este Código Civil fue influenciado por el Código Civil francés de 1804.
Fue de aplicación en toda la República.

### Código Civil de 1936
El 30 de agosto de 1936 se promulga un nuevo Código Civil y se postergó su entrada en vigencia hasta el 14 de noviembre del corriente año. Tomó como fuentes principales a los códigos civiles de Francia, Argentina, Alemania, Suiza y Brasil.
En 1965 la comunidad jurídica peruana propugnó el estudio y revisión de este código, lo que culminó con una Comisión Reformadora y la elaboración del actual Código Civil de 1984.

## Estructura
Se encuentra organizado en la siguiente manera:
- Título preliminar: Artículo I a X;
- Libro I: Derechos de las Personas: Artículos de 1 al 139;
- Libro II: Acto Jurídico: Artículos 140 a 232;
- Libro III: Derecho de Familia: Artículos 233 a 659;
- Libro IV: Derecho de Sucesiones: Artículos 660 a 880;
- Libro V: Derechos Reales: Artículos 881 a 1131;
- Libro VI: Las Obligaciones: Artículos 1132 a 1350;
- Libro VII: Fuente de las Obligaciones: Artículos 1351 a 1988;
- Libro VIII: Prescripción y Caducidad: Artículos 1989 a 2007;
- Libro IX: Registros Públicos: Artículos 2008 a 2045;
- Libro X: Derecho Internacional Privado: Artículos 2046 a 2111;